# Mikołaj Gaszyński
Mikołaj Gaszyński (Gasznicki) z Wierzchlasu vel Mikołaj Wierzchlejski herbu Jastrzębiec (zm. po 9 stycznia 1571 roku) – pisarz wieluński w latach 1544-1571, rotmistrz królewski.
Poseł województwa sieradzkiego i ziemi wieluńskiej na sejm lubelski 1566 roku i sejm 1569 roku, podpisał akt unii, poseł ziemi wieluńskiej na sejm warszawski 1556/1557 roku, sejm piotrkowski 1562/1563 roku, sejm 1567 roku.